# Neven Đurasek
Neven Đurasek, né le 15 août 1998 à Varaždin en Croatie, est un footballeur croate qui évolue au poste de milieu défensif à l'Aris Salonique.

## Biographie

### Dinamo Zagreb
Né à Varaždin en Croatie, Neven Đurasek est formé par le club de sa ville natale, le NK Varaždin. Il rejoint toutefois le Dinamo Zagreb en 2015, où il poursuit sa formation. Il fait sa première apparition avec l'équipe première le 28 avril 2018, face au HNK Rijeka, en championnat. Il entre en jeu en cours de partie à la place d'Ante Ćorić lors de ce match qui se solde par la défaite des siens sur le score de un but à zéro. Il remporte son premier titre lors de cette saison 2017-2018 en étant sacré champion avec le Dinamo.

### Prêts successifs
Lors de la saison 2018-2019, il est prêté au Lokomotiva Zagreb.
Le 15 juillet 2019, Neven Đurasek est prêté au NK Varaždin, le club de ses débuts.
Le 25 juin 2021 est annoncé le prêt pour une saison avec option d'achat de Neven Đurasek au SK Dnipro-1. Il joue son premier match pour le SK Dnipro-1 le 26 juillet 2021, lors de la première journée de la saison 2021-2022 du championnat d'Ukraine, face au Vorskla Poltava. Il est titulaire et les deux équipes se neutralisent (2-2).

### Chakhtar Donetsk
Le 20 juillet 2022, Neven Đurasek quitte définitivement le Dinamo Zagreb afin de s'engager en faveur du Chakhtar Donetsk.

### Aris Salonique
Le 5 juillet 2023, Neven Đurasek rejoint la Grèce afin de s'engager en faveur de l'Aris Salonique. Il signe un contrat de deux ans, soit jusqu'en juin 2025, avec une saison supplémentaire en option.

### En sélection
Neven Đurasek est sélectionné avec l'équipe de Croatie des moins de 17 ans afin de participer au championnat d'Europe des moins de 17 ans en 2015, qui a lieu en Bulgarie. Lors de ce tournoi, il joue quatre matchs, tous en tant que titulaire, et les croates terminent troisième en battant l'Italie lors du match pour la troisième place. Il est à nouveau sélectionné pour participer quelques mois plus tard à la Coupe du monde des moins de 17 ans 2015. Lors du mondial junior organisé au Chili, il joue cinq matchs, et son équipe s'incline en quarts de finale face au Mali, futur finaliste de la compétition.
Neven Đurasek reçoit sa première sélection avec l'équipe de Croatie espoirs le 11 octobre 2019, face à la Hongrie, en match amical. Il est titulaire ce jour-là et se fait remarquer en inscrivant également son premier but, sur une passe décisive de Bruno Bogojević. Son équipe s'impose sur le score de quatre buts à un.

## Palmarès
Dinamo Zagreb
- Championnat de Croatie (1) :
  - Champion : 2017-2018.